# Al Ain Club
Al Ain Football Club (arabă نادي العين لكرة القدم) este un club de fotbal care evoluează în UAE Football League, primul eșalon din campionatul de fotbal din Emiratele Arabe Unite. A fost fondată în 1968. Echipa a câștigat Liga Campionilor Asiei în 2003, fiind prima echipă de fotbal din Emiratele Arabe Unite care și-a adjudecat trofeul. Este una din cele mai de succes echipe din Asia, câștigând 14 campionate și alte 54 trofee.
Mirel Rădoi, fostul jucător al echipelor Steaua București și Al Hilal, joacă din 2011 la această echipă. Anghel Iordănescu și Ilie Balaci au fost antrenori ai echipei.

## Titluri
- UAE Pro League: (14)

1976/77, 1980/81, 1983/84, 1992/93, 1997/98, 1999/00, 2001/02, 2002/03, 2003/04, 2011–12, 2012–13, 2014–15, 2017–18, 2021–22
- Cupa Președintelui UAE: (7)

1998/99, 2000/01, 2004/05, 2005/06, 2008/09, 2013–14, 2017–18
- AFC Champions League: (2)

2003, 2024
- Cupa Golfului: (1)

2000/01
- Cupa Federației UAE: (3)

1988/89, 2004/05, 2005/06
- Supercupa UAE: (5)

1994/95, 2004/05, 2009, 2012, 2015
- Cupa Emiratelor Etisalat: (1)

2008/09
- Cupa Abu Dhabi: (2)

1973/74, 1974/75

## Jucători notabili
Egipt
- Hossam Hassan

Ghana
- Abedi Pele

România
- Valentin Badea
- Mirel Rădoi

Emiratele Arabe Unite
- Ali Al-Wehaibi
- Ibrahim Diaky
- Mohamed Omer
- Subait Khater
- Ali Msarri
- Hilal Saeed
- Hamad Al Murray

## Antrenori notabili
- Bruno Metsu
- Alain Perrin
- Winfried Schäfer
- Milan Macala
- Ilie Balaci
- Anghel Iordănescu
- Walter Zenga
- Toninho Cerezo
- Cosmin Olăroiu
- Quique Flores